# Oussama Chita
Oussama Chita (tiếng Ả Rập: أسامة شيتة; sinh ngày 31 tháng 10 năm 1996) là một cầu thủ bóng đá người Algérie thi đấu cho USM Alger ở Giải bóng đá hạng nhất quốc gia Algérie và đội tuyển U-23 quốc gia Algérie. Anh chủ yếu thi đấu ở vị trí tiền vệ trung tâm.

## Sự nghiệp
Là một sản phẩm của đội trẻ MC Alger, Chita có màn ra mắt cho câu lạc bộ vào tháng 3 năm 2014 lúc 17 tuổi, vào sân ở hiệp hai từ ghế dự bị trong chiến thắng 1–0 trước ASO Chlef.